# Михайлюк Петро Тадейович
Петро́ Таде́йович Михайлю́к (21 липня 1974 — 22 грудня 2017) — прапорщик Збройних сил України, учасник російсько-української війни.

## Життєпис
Народився 1974 року в селі Гологори (Золочівський район, Львівська область); виростав у багатодітній родині. Закінчив гологірську школу, навчався у Львівському ПТУ № 52 (на даний час — ДПТНЗ «Львівське міжрегіональне вище професійне училище залізничного транспорту»), призваний на строкову службу — проходив у Житомирі в 1992—1994 роках. Одружився — з дівчиною познайомився під час проходження строкової служби; народилась донечка, але згодом шлюб розпався.
1997 року закінчив 343-тю школу прапорщиків при Прикарпатському військовому окрузі; проходив службу на посадах: командир взводу (24-та дивізія), старшина роти, старшина мехбатальйону (30-та дивізія), старшина центру радіо та супутникового вузла зв'язку (93-й полк зв'язку), старшина центру каналоутворювальних систем вузла зв'язку, начальник складу роти матеріального забезпечення.
Мобілізований навесні 2014 року, проходив службу на Яворівському полігоні — на посаді старшини. На фронті з вересня 2014-го — сержант з матеріального забезпечення 2-ї ГСА батареї 80-ї бригади; починав біля селища Побєда — якраз після того, як його обстріляли «Смерчами» з території Росії. У 2015 році бригаду вивели на полігон Широкий Лан.
Після демобілізації одразу підписав контракт; прапорщик, головний сержант 2-ї гаубичної самохідно-артилерійської батареї гаубичного артилерійського дивізіону бригадної артилерійської групи 80-ї бригади.
22 грудня 2017 року загинув у другій половині дня від осколкового поранення в шию — під час артилерійського обстрілу терористами з гармат калібру 122 мм на підступах до села Старий Айдар Станично-Луганського району.
25 грудня 2017-го похований в селі Гологори.
Зі слів знайомих, Петро за своє життя був неймовірно товариською і харизматичною людиною. Мав безліч друзів та товаришів, які поважали його і як старшину і як хорошу людину. 
Не мав поганих звичок, засуджував вживання алкоголю та цигарок.[джерело?]
Без Петра лишились мама, троє братів, сестра, донька, сотні побратимів та друзів.

## Нагороди та вшанування
- Указом Президента України № 42/2018 від 26 лютого 2018 року «за особисту мужність і самовіддані дії, виявлені у захисті державного суверенітету та територіальної цілісності України, зразкового виконання військового обов'язку» — нагороджений орденом «За мужність» III ступеня[1].
- 17 травня 2018 року у школі села Гологори відкрито меморіальну дошку Петру Михайлюку[2].
- Вшановується в меморіальному комплексі «Зала пам'яті», в щоденному ранковому церемоніалі 22 грудня[3][4].